# Parní vůz M 124.0

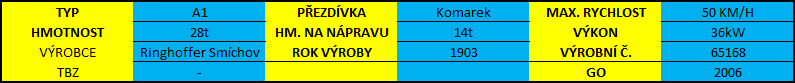
technické údaje Komarku (tabulka)

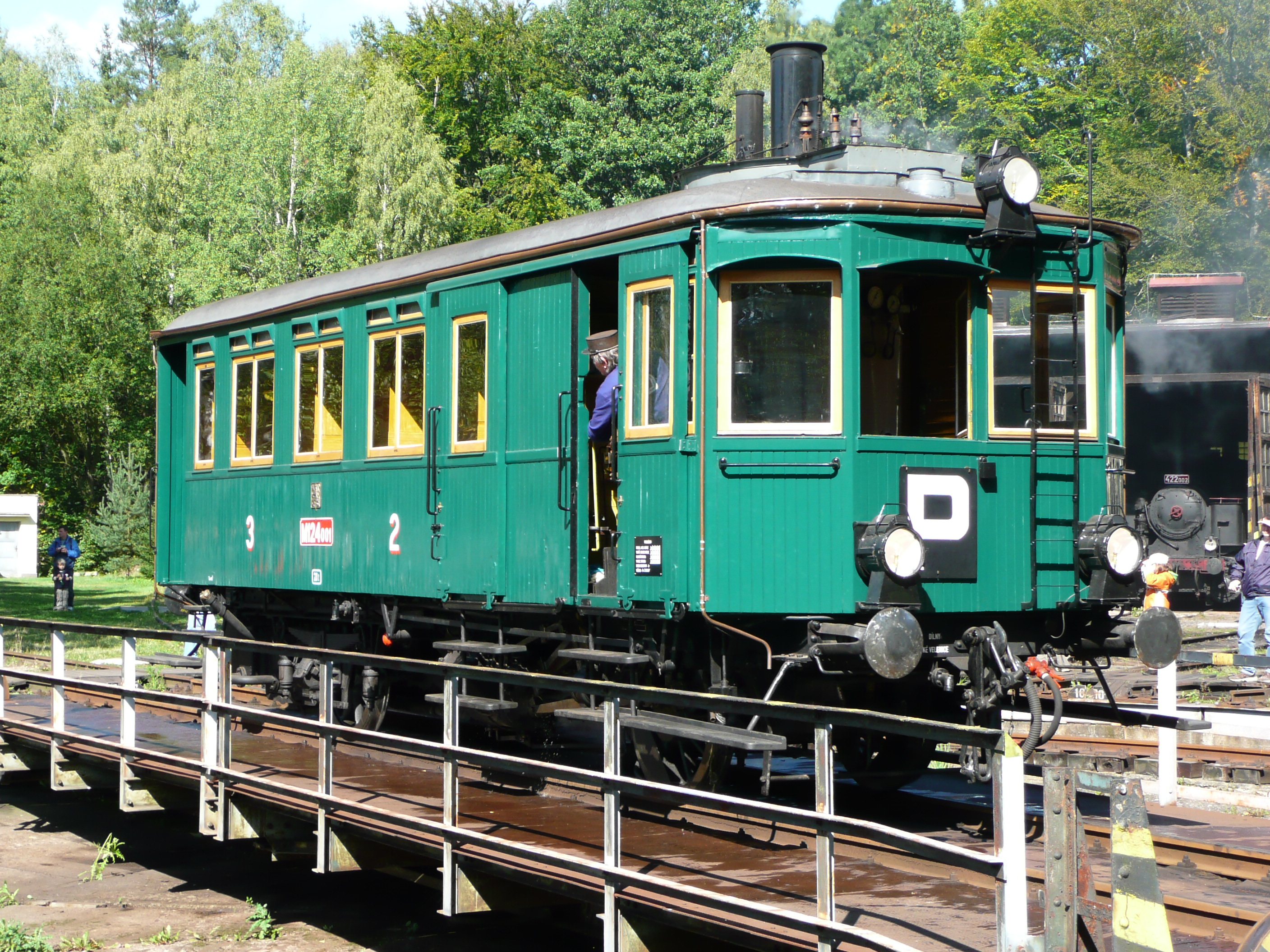

Parní vůz M 124.0  je dvounápravový parní vůz s pohonem na jednu nápravu (uspořádání A1). 

## Popis
Dvouválcový sdružený parní stroj s plochými šoupátky a modifikovaným rozvodem Joy pohání hnanou nápravu. Uvnitř vozu se nachází stojatý kotel od vídeňské firmy Komarek, ale z důvodu nedostatečného výkonu byl kotel později nahrazen kotlem vyrobeným dle americké licence. Vůz je vybaven provozní jednoduchou sací brzdou a ruční zajišťovací brzdou. 

## Historie
V roce 1903 byly vyrobeny dva kusy v Ringhofferově vozovce na Smíchově v Praze pro společnost Česká severní dráha (BNB).  Byly určeny pro místní dráhu Česká Kamenice – Česká Lípa – Kamenický Šenov z důvodu vysoké nákladnosti parních lokomotiv s vozy. Vozy se na trati neosvědčily z důvodu nízkého výkonu a poruchovosti.

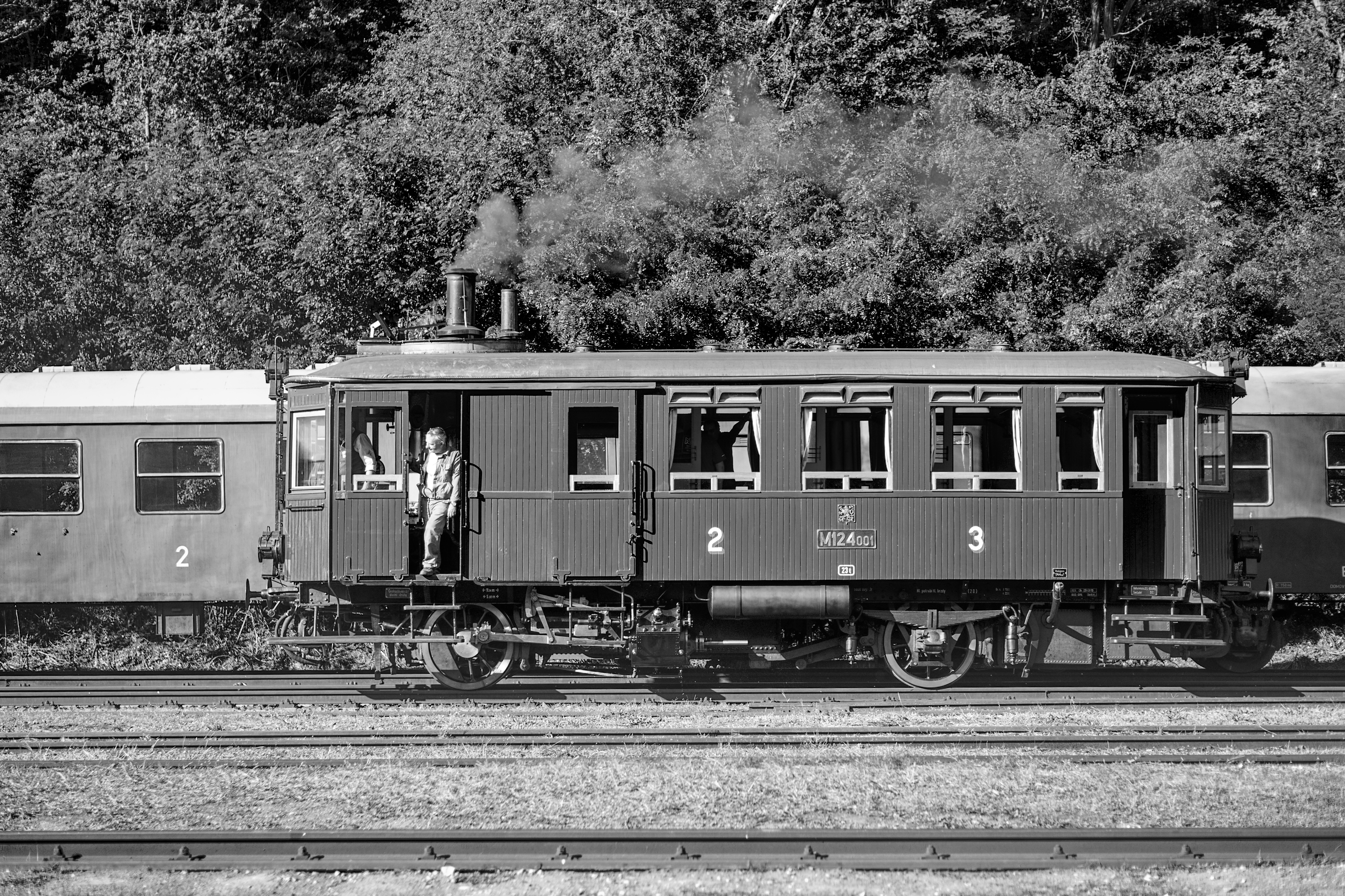
Komarek v Lužné u Rakovníka

Vozy převzaly Císařsko-královské státní dráhy (kkStB), které nechaly vyměnit kotel u obou vozů a byla jim přiřazena řada kkStB 1.0. V roce 1906 byl první vůz nasazen na trať Louny–Libochovice a druhý nejprve na trať Nusle–Modřany, od roku 1910 na trať Opočno–Dobruška. Po vzniku Československých státních drah (ČSD) dostala v roce 1923 řada označení M 124.0. V roce 1939 vyřadila druhý vůz z provozu prasklá šoupátková tyč. První vůz byl přeřazen na trať Opočno–Dobruška a dojezdil v roce 1946. 

## Parní vůz M 124.001
V letech 1947–2005 byl v Národním technickém muzeu (dále NTM) a v letech 2005–2006 byl opraven v ŽOS České Velenice a do roku 2011 provozován Muzeem ČD v Lužné u Rakovníka. V letech 2015–2016 byl pod taktovkou NTM vůz opraven do plně provozního stavu v Železničním depozitáři NTM v Chomutově.
8. října 2021 potkala první vůz porucha parního kotle (konkrétně trhlina v trubce přehřívače), před cestou z chomutovského depozitáře NTM do Lužné, kam měl přijet vlastní silou. Do provozuschopného stavu vůz uvede firma SEA Kolín za 3,4 mil., která podepsala smlouvu s NTM.[kdy?]